# Радован Дољанчевић
Радован Дољанчевић је био истакнута личност у време владавине кнеза Милоша Обреновића. Био је писар Државног совјета Србије, свештеник и борац против турске окупације.

## Порекло и породица
Радован Дољанчевић је био син Аћима Дољанца, истакнуте личности из доба Првог српског устанка. Живео је у Остружници код Београда. Породица Дољанчевић и данас живи у Остружници. Судећи по специфичној крсној слави ове фамилије, св. Игњатију Богоносцу, даље порекло Дољанчевића (Дољанаца) је од рода Малешеваца.

## Појединости из биографије
Радован је прво био писар у Државном совјету Србије, а касније и свештеник. За њега је Сретен Л. Поповић забележио следеће: „И за време књаза Милоша, неки поп Радован Дољанчевић, из Остружнице, у некој прилици одсече једном Турчину главу у Макишу близу Остружнице, где му се и данас гроб познаје. Кажу да је због тога имао књаз Милош крупна разговора са Турцима, те је попа Радована и распопити морао, али га опет није мрзео, него му је поклонио сабљу и коња”.